# Екологія рослин
Еколо́гія росли́н, або фітоеколо́гія — наука, яка вивчає взаємозв'язки і взаємовплив рослин та рослинних угруповань з факторами зовнішнього середовища.
Вона виникла на межі загальної екології та ботаніки. Засновником екології рослин є Б. О. Келлер. Значний внесок у становлення цієї науки зробили також вчені В. І. Вернадський, Й. К. Пачоський, В. П. Поспєлов, В. Г. Аверін, О. Г. Лебєдєв, П. О. Свириденко та інші.
В екології рослин розрізняють аутекологію і синекологію.
- Аутекологія вивчає зв'язки окремих рослинних організмів із довкіллям.
- Синекологія вивчає життя популяцій різних видів рослин, тварин і мікроорганізмів та їх взаємодію із зовнішнім середовищем.

Вивченням популяцій займається популяційна екологія, або демекологія, яку часто відносять до аутекології.
В екології рослин використовують різні методи, переважно кількісні. Вони базуються на досягненнях фізіології рослин. Для дослідження часто використовують кліматрони — установки, що дозволяють створювати та контролювати умови довкілля. Головними поняттями екології рослин (як і в загальній екології) є біосфера, середовище існування та екосистема.
Фактори, що впливають на життя рослин:
- клімат;
- світло;
- повітря;
- вітер;
- вода;
- якість ґрунтів;
- рельєф;
- діяльність людини.

Екологічні фактори впливають не ізольовано, а в комплексі, що не виключає самостійності та специфіки кожного з них. Під впливом певних екологічних факторів сформувалися ті чи інші екологічні групи рослин (наприклад гігрофіти, мезофіти, ксерофіти, галофіти тощо).
Знання у фітоекології застосовують у різних галузях біоіндустрії (промисловості, сільському господарстві, екології, в енергетиці, медицині), а також при вирішенні деяких соціально-економічних проблем.